# Roland Aper
Roland Aper (* 3. August 1940 in Roeselare) ist ein ehemaliger belgischer Radrennfahrer und nationaler Meister im Radsport.

## Sportliche Laufbahn
Aper wurde 1962 nationaler Meister im Straßenrennen der Unabhängigen, zu dieser Zeit startete er in den Rennen der Berufsfahrer für das Radsportteam Bertin, wo er bis 1965 aktiv blieb. 1963 erhielt er einen festen Vertrag als Berufsfahrer. 1964 fuhr er für die bekannte Mannschaft Flandria-Romeo, in dem unter anderem Peter Post fuhr. 1962 gewann er eine Etappe des Rennens Circuit Franco-Belge und verzeichnete insgesamt 16 Siege in der Klasse der Unabhängigen.